# Thierry Boutsen
 Thierry Marc Boutsen  va ser un pilot de curses automobilístiques belga que va arribar a disputar curses de Fórmula 1.
Va néixer el 13 de juliol del 1957 a Brussel·les, Bèlgica.

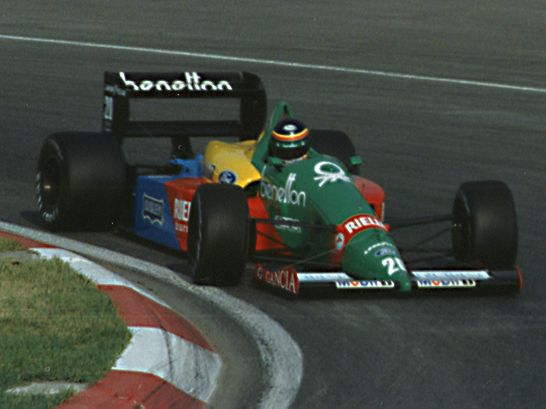
Boutsen amb un Benetton al GP del Canadà del 1988.

## A la F1
Thierry Boutsen va debutar a la sisena cursa de la temporada 1983 (la 34a temporada de la història) del campionat del món de la Fórmula 1, disputant el 22 de maig del 1983 el G.P. de Bèlgica al circuit de Spa-Francorchamps.
Va participar en un total de cent seixanta-quatre curses puntuables pel campionat de la F1, disputades en onze temporades consecutives (1983 - 1993), aconseguint tres victòries i quinze podis com millor classificació en una cursa i assolí cent trenta-dos punts pel campionat del món de pilots.

## Resultats a la Fórmula 1
| Any  | Equip                  | Xassís   | Motor       | 1       | 2       | 3       | 4       | 5         | 6       | 7         | 8         | 9       | 10      | 11      | 12      | 13      | 14      | 15      | 16      | Posició | Punts |
| ---- | ---------------------- | -------- | ----------- | ------- | ------- | ------- | ------- | --------- | ------- | --------- | --------- | ------- | ------- | ------- | ------- | ------- | ------- | ------- | ------- | ------- | ----- |
| 1983 | Arrows Racing Team     | Arrows   | Cosworth    | BRA     | E.USA   | FRA     | SMR     | MON       | BEL Ret | E.USA 7   | CAN 7     | GBR 15  | ALE 9   | AUT 13  | HOL 14  | ITA Ret | EUR 11  | SUD 9   |         | -       | 0     |
| 1984 | Barclay Arrows BMW     | Arrows   | Cosworth    | BRA 6   | RSA 12  |         | SMR 5   |           |         |           |           |         |         |         |         |         |         |         |         | 15è     | 5     |
| 1984 | Barclay Arrows BMW     | Arrows   | BMW         |         |         | BEL Ret |         | FRA 11    | MON NVQ | CAN Ret   | E.USA Ret | DAL Ret | GBR Ret | ALE Ret | AUT 5   | HOL Ret | ITA 10  | EUR 9   | POR Ret | 15è     | 5     |
| 1985 | Barclay Arrows BMW     | Arrows   | BMW         | BRA 11  | POR Ret | SMR 2   | MON 9   | CAN 9     | E.USA 7 | FRA 9     | GBR Ret   | ALE 4   | AUT 8   | HOL Ret | ITA 9   | BEL 10  | EUR 6   | RSA 6   | AUS Ret | 11è     | 11    |
| 1986 | Barclay Arrows BMW     | Arrows   | BMW         | BRA Ret | ESP 7   | SMR 7   | MON 8   | BEL Ret   | CAN Ret | E.USA Ret | FRA Ret   | GBR Ret |         | HUN Ret |         | ITA 7   | POR 10  | MEX 7   | AUS Ret | -       | 0     |
| 1986 | Barclay Arrows BMW     | Arrows   | BMW         |         |         |         |         |           |         |           |           |         | ALE Ret |         | AUT Ret |         |         |         |         | -       | 0     |
| 1987 | Benetton Formula Ltd.  | Benetton | Cosworth    | BRA 5   | SMR Ret | BEL Ret | MON Ret | E.USA Ret | FRA Ret | GBR 7     | ALE Ret   | HUN 4   | AUT 4   | ITA 5   | POR 14  | ESP 16  | MEX Ret | JPN 5   | AUS 3   | 8è      | 16    |
| 1988 | Benetton Formula Ltd.  | Benetton | Cosworth    | BRA 7   | SMR 4   | MON 8   | MEX 8   | CAN 3     | E.USA 3 | FRA Ret   | GBR Ret   | ALE 6   | HUN 3   | BEL DSQ | ITA 6   | POR 3   | ESP 9   | JPN 3   | AUS 5   | 4t      | 27    |
| 1989 | Canon Williams Team    | Williams | Renault     | BRA Ret | SMR 4   | MON 10  | MEX Ret | USA 6     | CAN 1   | FRA Ret   | GBR 10    | ALE Ret | HUN 3   | BEL 4   | ITA 3   |         |         |         |         | 5è      | 37    |
| 1989 | Canon Williams Team    | Williams | Renault     |         |         |         |         |           |         |           |           |         |         |         |         | POR Ret | ESP Ret | JPN 3   | AUS 1   | 5è      | 37    |
| 1990 | Canon Williams Renault | Williams | Renault     | USA 3   | BRA 5   | SMR Ret | MON 4   | CAN Ret   | MEX 5   | FRA Ret   | GBR 2     | ALE 6   | HUN 1   | BEL Ret | ITA Ret | POR Ret | ESP 4   | JPN 5   | AUS 5   | 6è      | 34    |
| 1991 | Ligier Gitanes         | Ligier   | Lamborghini | USA Ret | BRA 10  | SMR 7   | MON 7   | CAN Ret   | MEX 8   |           |           |         |         |         |         |         |         |         |         | -       | 0     |
| 1991 | Ligier Gitanes         | Ligier   | Lamborghini |         |         |         |         |           |         | FRA 12    | GBR Ret   | ALE 9   | HUN 17  | BEL 11  | ITA Ret | POR 16  | ESP Ret | JPN 9   | AUS Ret | -       | 0     |
| 1992 | Ligier Gitanes Blondes | Ligier   | Renault     | RSA Ret | MEX 10  | BRA Ret | ESP Ret | SMR Ret   | MON 12  | CAN 10    | FRA Ret   | GBR 10  | ALE 7   | HUN Ret | BEL Ret | ITA Ret | POR 8   | JPN Ret | AUS 5   | 14è     | 2     |
| 1993 | Jordan                 | Jordan   | Hart        | RSA     | BRA     | EUR Ret | SMR Ret | ESP 11    | MON Ret | CAN 12    | FRA 11    | GBR Ret | ALE 13  | HUN 9   | BEL Ret | ITA     | POR     | JPN     | AUS     | -       | 0     |

### Resum
| Curses:   | Victòries: | Pòdiums: | Poles: | Voltes ràpides: | Punts: |
| --------- | ---------- | -------- | ------ | --------------- | ------ |
| 164 (163) | 3          | 15       | 1      | 1               | 132    |